# Liste der größten Talsperren der Erde
Die Liste der größten Talsperren der Erde zeigt eine Auswahl der weltweit höchsten und längsten (künstlichen) Talsperren (das heißt der Absperrbauwerke, nicht zu verwechseln mit Stausee) und zudem die höchste (natürliche) Talsperre. Ferner enthält sie nach diesen Kriterien als jeweilige Startübersicht je eine Liste der jeweils drei höchsten und längsten Talsperren in Deutschland, in Österreich und in der Schweiz. Es befinden sich auch durch Stauanlagenunfälle (Talsperrenkatastrophen) zerstörte Talsperren in dieser Liste.
Die Liste umfasst alle Bauarten (Staumauern, -dämme usw.). Angegeben ist die jeweilige maximale Höhe über der Gründungssohle und die Länge entlang der Dammkrone in Meter.
Die in der Ausgangsansicht absteigend nach Höhe sortierten Tabellen sind durch Klick auf die Symbole bei den Spaltenüberschriften sortierbar. Der fettgedruckte Wert pro Spalte Höhe und Länge kennzeichnet das jeweilige Maximum.

## Höchste und längste (künstliche) Talsperren der Erde
In dieser Liste befinden sich (bzw. gehören) die höchsten bzw. längsten Talsperren der Erde:
| Talsperre                                | Höhe (max.) in m | Länge (max.) in m | Staat                         | Erdteil     | Zufluss                            |
| ---------------------------------------- | ---------------- | ----------------- | ----------------------------- | ----------- | ---------------------------------- |
| Rogun (im Bau)                           | 335              | 000.00?           | Tadschikistan                 | Asien       | Wachsch                            |
| Bachtiari (im Bau)                       | 315              | 000.434           | Iran                          | Asien       | Bachtiari                          |
| Shuangjiangkou (im Bau)                  | 312              | 000.649           | Volksrepublik China           | Asien       | Dadu He                            |
| Jinping (1. Kaskade)                     | 305              | 000.569           | Volksrepublik China           | Asien       | Yalong Jiang                       |
| Nurek                                    | 300              | 000.704           | Tadschikistan                 | Asien       | Wachsch                            |
| Lianghekou (im Bau)                      | 295              | 000.616           | Volksrepublik China           | Asien       | Yalong Jiang                       |
| Xiaowan                                  | 292              | 000.900           | Volksrepublik China           | Asien       | Mekong                             |
| Baihetan (seit Juni 2021 im Teilbetrieb) | 289              | 000.728           | Volksrepublik China           | Asien       | Jinsha Jiang                       |
| Xiluodu                                  | 285,5            | 000.698           | Volksrepublik China           | Asien       | Jangtsekiang                       |
| Grande Dixence                           | 285              | 000.695           | Schweiz                       | Europa      | Dixence                            |
| Kambar-Ata (Projekt)                     | 275              | 000.560           | Kirgisistan                   | Asien       | Naryn                              |
| Enguri                                   | 271,5            | 000.750           | Georgien                      | Asien       | Enguri                             |
| Vajont                                   | 261,6            | 000.190           | Italien                       | Europa      | Vajont                             |
| Nuozhadu                                 | 261,5            | 000.608           | Volksrepublik China           | Asien       | Lancang (Mekong)                   |
| Tehri                                    | 261              | 000.610           | Indien                        | Asien       | Bhagirathi                         |
| Manuel M. Torres Chicoasén               | 261              | 000.485           | Mexiko                        | Nordamerika | Río Grijalva, Cañón del Sumidero   |
| Mauvoisin                                | 250              | 000.520           | Schweiz                       | Europa      | Dranse de Bagnes                   |
| Laxiwa                                   | 250              | 000.460           | Volksrepublik China           | Asien       | Gelber Fluss (Huang He)            |
| Deriner                                  | 249              | 000.720           | Türkei                        | Asien       | Çoruh                              |
| Mica                                     | 243              | 000.792           | Kanada                        | Nordamerika | Columbia                           |
| Gilgel Gibe III                          | 243              | 000.610           | Äthiopien                     | Afrika      | Omo                                |
| Guavio                                   | 243              | 000.390           | Kolumbien                     | Südamerika  | Río Guavio                         |
| Sajano-Schuschenskoje                    | 242              | 00.1074           | Russland                      | Asien       | Jenissei                           |
| Changheba                                | 240              | 00.1697           | Volksrepublik China           | Asien       | Dadu He                            |
| Antamina (im Bau)                        | 240              | 00.1050           | Peru                          | Südamerika  | (Absetzbecken)                     |
| Ertan                                    | 240              | 000.780           | Volksrepublik China           | Asien       | Jangtse                            |
| Wudongde (seit Juni 2020 im Teilbetrieb) | 240              | 000.00?           | Volksrepublik China           | Asien       | Jinsha Jiang                       |
| La Esmeralda                             | 237              | 000.310           | Kolumbien                     | Südamerika  | Río Batá                           |
| Kishau (im Bau)                          | 236              | 000.680           | Indien                        | Asien       | Tons                               |
| Oroville                                 | 235              | 00.2317           | Vereinigte Staaten            | Nordamerika | Feather River                      |
| El Cajón                                 | 234              | 000.382           | Honduras                      | Nordamerika | Humuya                             |
| Shuibuya                                 | 233              | 000.608           | Volksrepublik China           | Asien       | Qingjiang                          |
| Goupitan                                 | 232,5            | 000.536,7         | Volksrepublik China           | Asien       | Wu Jiang                           |
| Tschirkei                                | 232,5            | 000.333           | Russland                      | Europa      | Sulak                              |
| Bekhme (Bau gestoppt)                    | 230              | 000.600           | Irak                          | Asien       | Großer Zab                         |
| Karun-4                                  | 230              | 000.440           | Iran                          | Asien       | Karun                              |
| Tasang (Projekt)                         | 228              | 000.00?           | Myanmar                       | Asien       | Saluen                             |
| Bhakra                                   | 226              | 000.518           | Indien                        | Asien       | Satluj                             |
| Luzzone                                  | 225              | 000.600           | Schweiz                       | Europa      | Brenno di Luzzone                  |
| Ituango (im Bau)                         | 225              | 000.00?           | Kolumbien                     | Südamerika  | Río Cauca                          |
| Houziyan                                 | 223,5            | 000.00?           | Volksrepublik China           | Asien       | Dadu He                            |
| Hoover Dam                               | 221,46           | 000.379,2         | Vereinigte Staaten            | Nordamerika | Colorado                           |
| Jiangpinghe                              | 221              | 000.414           | Volksrepublik China           | Asien       | Loushui                            |
| La Yesca                                 | 220              | 000.628           | Mexiko                        | Nordamerika | Santiago                           |
| Hakkari                                  | 220              | 000.525           | Türkei                        | Asien       | Großer Zab                         |
| Talsperre Verzasca                       | 220              | 000.380           | Schweiz                       | Europa      | Verzasca                           |
| Mratinje                                 | 220              | 000.268           | Montenegro                    | Europa      | Piva                               |
| Dworshak Dam                             | 218,6            | 00.1002           | Vereinigte Staaten            | Nordamerika | North Fork Clearwater River        |
| Longtan                                  | 216,5            | 000.790           | Volksrepublik China           | Asien       | Hongshui He                        |
| Glen-Canyon                              | 216,4            | 000.475,4         | Vereinigte Staaten            | Nordamerika | Colorado                           |
| Lengupá                                  | 215              | 000.660           | Kolumbien                     | Südamerika  | Río Lengupá                        |
| Toktogul                                 | 215              | 000.293           | Kirgisistan                   | Asien       | Naryn                              |
| Daniel Johnson (Manicouagan)             | 214              | 00.1314           | Kanada                        | Nordamerika | Manicouagan                        |
| Maerdang Staudamm (im Bau)               | 211              | 000.?             | Volksrepublik China           | Asien       | Gelber Fluss                       |
| San Roque                                | 210              | 00.1130           | Philippinen                   | Asien       | Agno                               |
| Keban                                    | 210              | 00.1126           | Türkei                        | Asien       | Euphrat (Firat)                    |
| Chisapani (Projekt aufgegeben)           | 210              | 000.850           | Nepal                         | Asien       | Karnali                            |
| Dagangshan                               | 210              | 000.610           | Volksrepublik China           | Asien       | Dadu He                            |
| Ermenek                                  | 210              | 000.132           | Türkei                        | Asien       | Ermenek Çayı                       |
| Irapé                                    | 208              | 000.500           | Brasilien                     | Südamerika  | Jequitinhonha                      |
| Zimapan                                  | 207              | 000.122           | Mexiko                        | Nordamerika | Río Moctezuma                      |
| Andaquí (Projekt aufgegeben)             | 206              | 000.800           | Kolumbien                     | Südamerika  | Caquetá                            |
| Bakun                                    | 205              | 000.900           | Malaysia                      | Asien       | Rajang/Balui                       |
| Karun-3                                  | 205              | 000.831           | Iran                          | Asien       | Karun                              |
| Lakhwar (Projekt aufgegeben)             | 204              | 000.452           | Indien                        | Asien       | Yamuna                             |
| Dez                                      | 203              | 000.212           | Iran                          | Asien       | Dez                                |
| Campos Novos                             | 202              | 000.600           | Brasilien                     | Südamerika  | Rio Canoas                         |
| Almendra                                 | 202              | 000.567           | Spanien                       | Europa      | Tormes                             |
| Chudoni (Projekt aufgegeben)             | 201              | 000.545           | Georgien                      | Asien       | Enguri                             |
| Berke                                    | 201              | 000.270           | Türkei                        | Asien       | Ceyhan                             |
| Guangzhao                                | 200,5            | 000.410           | Volksrepublik China           | Asien       | Beipan Jiang                       |
| Cipasang                                 | 200              | 000.640           | Indonesien                    | Asien       | Cimanuk                            |
| Kölnbreinsperre                          | 200              | 000.626           | Österreich                    | Europa      | Bäche u. Obere Malta               |
| Shahid Abbaspur                          | 200              | 000.380           | Iran                          | Asien       | Karun                              |
| Kayraktepe                               | 199              | 000.580           | Türkei                        | Asien       | Göksu                              |
| New Bullards Bar Dam                     | 196,6            | 000.789           | Vereinigte Staaten            | Nordamerika | Yuba                               |
| Itaipú                                   | 196              | 00.7760           | Brasilien Paraguay            | Südamerika  | Paraná                             |
| Boyabat                                  | 195              | 000.675           | Türkei                        | Asien       | Kizil Irmak                        |
| Altınkaya-Talsperre                      | 195              | 000.634           | Türkei                        | Asien       | Kizil Irmak                        |
| Kárahnjúkavirkjun                        | 193              | 000.730           | Island                        | Europa      | Jökulsá á Brú, Jökulsá í Fljótsdal |
| W.-A.-C.-Bennett-Staudamm                | 190,5            | 00.2040           | Kanada                        | Nordamerika | Peace River                        |
| New Melones Dam                          | 190,5            | 000.475,5         | Vereinigte Staaten            | Nordamerika | Stanislaus                         |
| Sogamoso                                 | 190              | 000.310           | Kolumbien                     | Südamerika  | Sogamoso                           |
| Miel I                                   | 188              | 000.200           | Kolumbien                     | Südamerika  | Río La Miel                        |
| El Cajón                                 | 188              | 000.638           | Mexiko                        | Nordamerika | Rio Grande de Santiago             |
| Tekeze                                   | 188              | 000.420           | Äthiopien                     | Afrika      | Tekeze                             |
| Silvan                                   | 188              | 000.00?           | Türkei                        | Asien       | Tigris                             |
| Aguamilpa                                | 187              | 000.660           | Mexiko                        | Nordamerika | Rio Grande de Santiago             |
| Kurobe-Talsperre                         | 186              | 000.492           | Japan                         | Asien       | Kurobegawa                         |
| Zillergründlsperre                       | 186              | 000.506           | Österreich                    | Europa      | Ziller                             |
| Swift                                    | 186              | 000.640           | Vereinigte Staaten            | Nordamerika | Lewis River                        |
| Pubugou                                  | 186              | 000.573           | Volksrepublik China           | Asien       | Dadu He                            |
| Sanbanxi                                 | 185,6            | 000.00?           | Volksrepublik China           | Asien       | Yuanshui                           |
| Oymapinar                                | 185,5            | 000.360           | Türkei                        | Asien       | Manavgat                           |
| Katse                                    | 185              | 000.710           | Lesotho                       | Afrika      | Malibamatšo                        |
| Kalaritiko                               | 185              | 000.238           | Griechenland                  | Europa      | Arachthos                          |
| Barra Grande                             | 185              | 000.665           | Brasilien                     | Südamerika  | Rio Pelotas                        |
| Mossyrock                                | 184,7            | 000.502           | Vereinigte Staaten            | Nordamerika | Cowlitz River                      |
| Atatürk                                  | 184              | 00.1614           | Türkei                        | Asien       | Euphrat (Firat)                    |
| Shasta Dam                               | 183,5            | 00.1055           | Vereinigte Staaten            | Nordamerika | Sacramento                         |
| Drei-Schluchten-Talsperre                | 181              | 00.2335           | Volksrepublik China           | Asien       | Jangtsekiang                       |
| Deji (Tehchi)                            | 181              | 000.290           | Taiwan                        | Asien       | Dajia (Tachia)                     |
| Tignes                                   | 181              | 000.375           | Frankreich                    | Europa      | Isère                              |
| Dartmouth Dam                            | 180              | 000.670           | Australien                    | Australien  | Mitta Mitta River                  |
| Emosson                                  | 180              | 000.555           | Schweiz                       | Europa      | Barberine                          |
| Karakaya                                 | 180              | 000.462           | Türkei                        | Asien       | Euphrat (Firat)                    |
| Özköy                                    | 180              | 000.00?           | Türkei                        | Asien       | Gediz                              |
| Amir Kabir                               | 180              | 000.390           | Iran                          | Asien       | Karadsch                           |
| Seimare                                  | 180              | 000.202           | Iran                          | Asien       | Seimare                            |
| Hongjiadu                                | 179,5            | 000.428           | Volksrepublik China           | Asien       | Liuchong He (Wu Jiang)             |
| Los Leones                               | 179              | 000.00?           | Chile                         | Südamerika  | Los Leones                         |
| Alpa Gera                                | 178              | 000.528           | Italien                       | Europa      | Cormor                             |
| Tianshengqiao                            | 178              | 00.1137           | Volksrepublik China           | Asien       | Nanpan                             |
| Longyangxia                              | 178              | 00.1277           | Volksrepublik China           | Asien       | Gelber Fluss (Huang He)            |
| New Don Pedro                            | 178              | 000.853           | Vereinigte Staaten            | Nordamerika | Tuolumne River                     |
| Gotvand                                  | 178              | 000.760           | Iran                          | Asien       | Karun                              |
| Masdschid-e-Soleiman                     | 177              | 000.480           | Iran                          | Asien       | Karun                              |
| Danjiangkou                              | 176,6            | 00.2494           | Volksrepublik China           | Asien       | Han Jiang                          |
| Takase                                   | 176              | 000.362           | Japan                         | Asien       | Takase-gawa                        |
| Nader Shah                               | 175              | 000.00?           | Iran                          | Asien       | Marun                              |
| Hasan Ugurlu                             | 175              | 000.405           | Türkei                        | Asien       | Yesil Irmak                        |
| Revelstoke                               | 174              | 00.1630           | Kanada                        | Nordamerika | Columbia River                     |
| Thissavros                               | 172              | 000.480           | Griechenland                  | Europa      | Nestos                             |
| Hungry Horse                             | 171,9            | 000.645           | Vereinigte Staaten            | Nordamerika | Flathead                           |
| Cahora Bassa                             | 171              | 000.303           | Mosambik                      | Afrika      | Sambesi                            |
| Al Wehda (Al-Maqarin)                    | 171              | 000.600           | Jordanien Syrien              | Asien       | Yarmuk                             |
| Denis-Perron (Sainte-Marguerite-3)       | 171              | 000.378           | Kanada                        | Nordamerika | Rivière Sainte-Marguerite          |
| Amaluza (Daniel Palacios)                | 170              | 000.420           | Ecuador                       | Südamerika  | Río Paute                          |
| Piedra del Águila                        | 170              | 000.820           | Argentinien                   | Südamerika  | Río Limay                          |
| El Diquis (Projekt aufgegeben)           | 170              | 000.600           | Costa Rica                    | Nordamerika | Río Terraba                        |
| Idukki                                   | 169              | 000.366           | Indien                        | Asien       | Periyar                            |
| Sirikit                                  | 169              | 000.810           | Thailand                      | Asien       | Mae Nam Nan                        |
| Barrage Robert-Bourassa                  | 168              | 00.2826           | Kanada                        | Nordamerika | La Grande Rivière                  |
| Chorvoq                                  | 168              | 000.768           | Usbekistan                    | Asien       | Chirchiq                           |
| Gura Apelor Retezat                      | 168              | 000.464           | Rumänien                      | Europa      | Râul Mare                          |
| Seven Oaks                               | 168              | 000.908           | Vereinigte Staaten            | Nordamerika | Santa Ana River                    |
| Guandi                                   | 168              | 000.00?           | Volksrepublik China           | Asien       | Yalong Jiang                       |
| Guanyinyan                               | 168              | 00.1250           | Volksrepublik China           | Asien       | Jinsha Jiang                       |
| Kigi                                     | 168              | 000.585           | Türkei                        | Asien       | Peri Çayı                          |
| Grand Coulee Dam                         | 167,6            | 00.1592           | Vereinigte Staaten            | Nordamerika | Columbia River                     |
| Koldam                                   | 167              | 000.474           | Indien                        | Asien       | Sutlej                             |
| Vidraru                                  | 166              | 000.305           | Rumänien                      | Europa      | Argeș                              |
| Ingapata                                 | 166              | 000.430           | Ecuador                       | Südamerika  | Río Paute                          |
| Marun                                    | 165              | 000.350           | Iran                          | Asien       | Marun                              |
| Kremasta                                 | 165              | 000.465           | Griechenland                  | Europa      | Acheloos                           |
| Guayllabamba                             | 165              | 000.413           | Ecuador                       | Südamerika  | Guayllabamba                       |
| Paute Mazar                              | 165              | 000.310           | Ecuador                       | Südamerika  | Río Mazar                          |
| Wujiangdu                                | 165              | 000.00?           | Volksrepublik China           | Asien       | Wu Jiang                           |
| Thomson                                  | 165              | 000.590           | Australien                    | Australien  | Thomson River (Victoria)           |
| Ross-Talsperre                           | 165              | 000.396           | Vereinigte Staaten            | Nordamerika | Skagit River                       |
| Sykia                                    | 165              | 000.440           | Griechenland                  | Europa      | Acheloos                           |
| Trinity Dam                              | 164              | 000.793           | Vereinigte Staaten            | Nordamerika | Trinity River                      |
| Sardar Sarovar                           | 163              | 00.1210           | Indien                        | Asien       | Narmada                            |
| Akköprü                                  | 162,5            | 000.689           | Türkei                        | Asien       | Dalaman Çayı                       |
| Dongfeng                                 | 162              | 000.254           | Volksrepublik China           | Asien       | Wu Jiang                           |
| Guri                                     | 162              | 00.7500           | Venezuela                     | Südamerika  | Río Caroní                         |
| Talbingo                                 | 162              | 000.701           | Australien                    | Australien  | Tumut                              |
| Tankeng (im Bau)                         | 162              | 000.507           | Volksrepublik China           | Asien       | Xiao Xi                            |
| Xiangjiaba                               | 161              | 000.909           | Volksrepublik China           | Asien       | Jinsha Jiang                       |
| Tokuyama                                 | 161              | 000.427,1         | Japan                         | Asien       | Ibi, Kiso                          |
| Grand-Maison                             | 160              | 000.550           | Frankreich                    | Europa      | Eau d’Olle                         |
| Ranjit Sagar                             | 160              | 000.617           | Indien                        | Asien       | Ravi                               |
| Yellowtail                               | 160              | 000.451           | Vereinigte Staaten            | Nordamerika | Bighorn River                      |
| Supung                                   | 160              | 000.853           | Nordkorea Volksrepublik China | Asien       | Yalu                               |
| Jinanqiao                                | 160              | 000.640           | Volksrepublik China           | Asien       | Jinsha Jiang                       |
| Emborcação                               | 158              | 00.1611           | Brasilien                     | Südamerika  | Rio Paranaíba                      |
| Gökcekaya                                | 158              | 000.634           | Türkei                        | Asien       | Sakarya                            |
| Canales                                  | 158              | 000.340           | Spanien                       | Europa      | Genil                              |
| Naramata                                 | 158              | 000.520           | Japan                         | Asien       | Naramata                           |
| Speccheri                                | 157              | 000.192           | Italien                       | Europa      | Leno di Vallarsa                   |
| Okutadami                                | 157              | 000.480           | Japan                         | Asien       | Tadami                             |
| Dongjiang                                | 157              | 000.438           | Volksrepublik China           | Asien       | Li Shui                            |
| Tseuzier                                 | 156              | 000.156           | Schweiz                       | Europa      | La Liène                           |
| Zipingpu                                 | 156              | 000.884           | Volksrepublik China           | Asien       | Min Jiang                          |
| Rudbar-Lorestan                          | 156              | 000.185           | Iran                          | Asien       | Rudbar                             |
| Nukui                                    | 156              | 000.382           | Japan                         | Asien       | Takiyama                           |
| Shatuo                                   | 156              | 000.00?           | Volksrepublik China           | Asien       | Wu Jiang                           |
| Sakuma                                   | 155,5            | 000.294           | Japan                         | Asien       | Tenryū                             |
| Lijiaxia                                 | 155              | 000.489           | Volksrepublik China           | Asien       | Gelber Fluss (Huang He)            |
| Göscheneralp                             | 155              | 000.540           | Schweiz                       | Europa      | Göschenerreuss                     |
| Place Moulin                             | 155              | 000.678           | Italien                       | Europa      | Buthier                            |
| Kenyir                                   | 155              | 000.800           | Malaysia                      | Asien       | Kenyir                             |
| Ralco                                    | 155              | 000.360           | Chile                         | Südamerika  | Río Bío Bío                        |
| Turkwel                                  | 155              | 000.150           | Kenia                         | Afrika      | Turkwel                            |
| Miyagase                                 | 155              | 000.400           | Japan                         | Asien       | Nakatsu                            |
| Huites                                   | 155              | 000.390           | Mexiko                        | Nordamerika | Río Fuerte                         |
| Nukui                                    | 155              | 000.382           | Japan                         | Asien       | Takiyama                           |
| Urayama                                  | 155              | 000.372           | Japan                         | Asien       | Urayama                            |
| Nagawado                                 | 155              | 000.356           | Japan                         | Asien       | Azusa                              |
| Porce III                                | 155              | 000.426           | Kolumbien                     | Südamerika  | Río Porce                          |
| Bashan                                   | 155              | 000.477           | Volksrepublik China           | Asien       | Renhe                              |
| Liyuan                                   | 155              | 000.00?           | Volksrepublik China           | Asien       | Jinsha Jiang                       |
| Bhumibol                                 | 154              | 000.486           | Thailand                      | Asien       | Mae Nam Ping                       |
| Serra da Mesa                            | 154              | 00.1544           | Brasilien                     | Südamerika  | Tocantins                          |
| Xiaolangdi                               | 154              | 00.1667           | Volksrepublik China           | Asien       | Gelber Fluss (Huang He)            |
| Salvajina                                | 154              | 000.426           | Kolumbien                     | Südamerika  | Cauca                              |
| Malutang                                 | 154              | 000.493           | Volksrepublik China           | Asien       | Panong                             |
| Gepatsch-Damm                            | 153              | 000.600           | Österreich                    | Europa      | Faggenbach                         |
| Foz do Areia                             | 153              | 000.828           | Brasilien                     | Südamerika  | Rio Iguaçu                         |
| Curnera                                  | 153              | 000.350           | Schweiz                       | Europa      | Rein da Curnera                    |
| Monteynard                               | 153              | 000.230           | Frankreich                    | Europa      | Drac                               |
| Santa Giustina                           | 153              | 000.124           | Italien                       | Europa      | Noce                               |
| Tedorigawa                               | 153              | 000.420           | Japan                         | Asien       | Tedori                             |
| Flaming Gorge                            | 153              | 000.360           | Vereinigte Staaten            | Nordamerika | Green River                        |
| Alqueva-Stausee                          | 152              | 000.458           | Portugal                      | Europa      | Rio Guadiana                       |
| Fierza (Fierze)                          | 152              | 000.380           | Albanien                      | Europa      | Drin                               |
| Torul                                    | 152              | 000.320           | Türkei                        | Asien       | Harsit                             |
| Myitsone (in Bau/gestoppt)               | 152              | 000.152           | Myanmar                       | Asien       | Irrawaddy                          |
| Zervreila                                | 151              | 000.504           | Schweiz                       | Europa      | Valser Rhein                       |
| Menzelet                                 | 151              | 000.425           | Türkei                        | Asien       | Ceyhan                             |
| Jilintai                                 | 151              | 000.445           | Volksrepublik China           | Asien       | Kaschgar                           |
| Geheyan                                  | 151              | 000.641           | Volksrepublik China           | Asien       | Qingjiang                          |
| Baishan                                  | 150              | 000.677           | Volksrepublik China           | Asien       | Songhua Jiang                      |
| Canelles                                 | 150              | 000.200           | Spanien                       | Europa      | Noguera Ribagorzana                |
| Dongqing                                 | 150              | 000.678           | Volksrepublik China           | Asien       | Beipan                             |
| Messochora                               | 150              | 000.300           | Griechenland                  | Europa      | Acheloos                           |
| Roselend                                 | 150              | 000.804           | Frankreich                    | Europa      | Doron de Roselend                  |
| Staudamm Speicher Finstertal             | 150              | 000.656           | Österreich                    | Europa      | Finstertalbach                     |
| Özlüce                                   | 144              | 00.9400           | Türkei                        | Asien       | Peri Çayı                          |
| Mangla                                   | 138              | 00.3140           | Pakistan                      | Asien       | Jhelam                             |
| Mossul                                   | 135              | 00.3600           | Irak                          | Asien       | Tigris                             |
| La Grande 4                              | 128              | 00.3750           | Kanada                        | Nordamerika | La Grande Rivière                  |
| Karche                                   | 127              | 00.3030           | Iran                          | Asien       | Karche                             |
| São-Simão-Stausee                        | 127              | 00.3600           | Brasilien                     | Südamerika  | Rio Paranaíba                      |
| Bratsk                                   | 125              | 00.4417           | Russland                      | Asien       | Angara                             |
| Nagarjuna-Sagar                          | 125              | 00.4864           | Indien                        | Asien       | Krishna                            |
| Storglomvassdammen                       | 125              | 000.820           | Norwegen                      | Europa      | Storglom                           |
| Vatnedalsdammen                          | 125              | 000.490           | Norwegen                      | Europa      | Ormsavatn, Store Urevatn           |
| B. F. Sisk (San Luis)                    | 116              | 00.5669           | Vereinigte Staaten            | Nordamerika | San Luis Creek                     |
| Assuan-Staudamm                          | 111              | 00.3830           | Ägypten                       | Afrika      | Nil                                |
| Irganai                                  | 111              | 000.317           | Russland                      | Europa      | Awarskoje Koisu                    |
| Itumbiara                                | 106              | 00.6780           | Brasilien                     | Südamerika  | Rio Paranaíba                      |
| Rappbode                                 | 106              | 000.415           | Deutschland                   | Europa      | Rappbode                           |
| Itaparica                                | 105              | 00.4700           | Brasilien                     | Südamerika  | São Francisco                      |
| Tucuruí                                  | 106              | 00.9574           | Brasilien                     | Südamerika  | Tocantins                          |
| Ust-Ilimsk                               | 102              | 00.3725           | Russland                      | Asien       | Angara                             |
| La Grande 3                              | 093              | 00.3845           | Kanada                        | Nordamerika | La Grande Rivière                  |
| Belo Monte                               | 090              | 00.3545           | Brasilien                     | Südamerika  | Rio Xingu                          |
| Storvassdammen                           | 090              | 00.1470           | Norwegen                      | Europa      | Bossvassåi, Førreelva              |
| Amistad                                  | 088              | 00.9115           | Vereinigte Staaten Mexiko     | Nordamerika | Rio Grande                         |
| Kainji                                   | 086              | 00.8040           | Nigeria                       | Afrika      | Niger                              |
| Ilha Solteira                            | 085              | 00.6185           | Brasilien                     | Südamerika  | Paraná                             |
| Sysendammen                              | 084              | 00.1160           | Norwegen                      | Europa      | Bjoreio, Leiro, Kjeldo             |
| Cochiti                                  | 077              | 00.8626           | Vereinigte Staaten            | Nordamerika | Rio Grande                         |
| Fort Peck                                | 076              | 00.6000           | Vereinigte Staaten            | Nordamerika | Missouri River                     |
| Chantaika                                | 072              | 00.4907           | Russland                      | Asien       | Chantaika                          |
| Bargi                                    | 070              | 00.5357           | Indien                        | Asien       | Narmada                            |
| Yacyretá                                 | 070              | 066.500           | Argentinien Paraguay          | Südamerika  | Paraná                             |
| Kiew                                     | 068              | 041.185           | Ukraine                       | Europa      | Dnepr                              |
| Roseires-Damm                            | 068              | 012.500           | Sudan                         | Afrika      | Blauer Nil                         |
| Agua Vermelha                            | 067              | 00.3920           | Brasilien                     | Südamerika  | Rio Grande                         |
| Merowe                                   | 067              | 00.9200           | Sudan                         | Afrika      | Nil                                |
| Okertalsperre                            | 067              | 00.260            | Deutschland                   | Europa      | Oker                               |
| Schwarzenbach                            | 065,3            | 000.400           | Deutschland                   | Europa      | Schwarzenbach                      |
| Corpus Posadas                           | 065              | 00.8474           | Brasilien Paraguay            | Südamerika  | Paraná                             |
| Salto Grande                             | 065              | 00.3000           | Argentinien Uruguay           | Südamerika  | Río Uruguay                        |
| Tocoma                                   | 065              | 00.5960           | Venezuela                     | Südamerika  | Río Caroní                         |
| Gardiner                                 | 064              | 00.5000           | Kanada                        | Nordamerika | South Saskatchewan River           |
| Sakakawea                                | 062              | 00.4000           | Vereinigte Staaten            | Nordamerika | Missouri River                     |
| Tres Irmaos                              | 062              | 00.3640           | Brasilien                     | Südamerika  | Tietê                              |
| Tabqa                                    | 060              | 00.4500           | Syrien                        | Asien       | Euphrat                            |
| Hirakud                                  | 059              | 025.000           | Indien                        | Asien       | Mahanadi                           |
| Haditha                                  | 057              | 00.8933           | Irak                          | Asien       | Euphrat                            |
| Caniapiscau                              | 056              | 00.3333           | Kanada                        | Nordamerika | Caniapiscau                        |
| Caruachi                                 | 055              | 00.5728           | Kolumbien                     | Südamerika  | Río Caroní                         |
| Blommesteinsee                           | 054              | 012.000           | Suriname                      | Südamerika  | Suriname                           |
| Porto Primavera                          | 054              | 010.376           | Brasilien                     | Südamerika  | Paraná                             |
| Boa Esperanca                            | 053              | 00.5212           | Brasilien                     | Südamerika  | Rio Parnaíba                       |
| Valea Sadului                            | 052              | 00.7150           | Rumänien                      | Europa      | Jiu                                |
| Fort Randall (Lake Francis Case)         | 050              | 00.3261           | Vereinigte Staaten            | Nordamerika | Missouri River                     |
| Konar                                    | 049              | 00.4535           | Indien                        | Asien       | Konar                              |
| Nechranice                               | 047,5            | 00.3280           | Tschechien                    | Europa      | Eger                               |
| Wolgograd                                | 047              | 00.3974           | Russland                      | Europa      | Wolga                              |
| Massingir                                | 046              | 00.4600           | Mosambik                      | Afrika      | Lepelle                            |
| Kuibyschewer Stausee                     | 045              | 00.3781           | Russland                      | Europa      | Wolga                              |
| Wotkinsk                                 | 044              | 00.4982           | Russland                      | Europa      | Kama                               |
| Jupiá                                    | 043              | 00.5604           | Brasilien                     | Südamerika  | Paraná                             |
| Sanjay Sarovar                           | 043              | 00.3871           | Indien                        | Asien       | Wainganga                          |
| Sobradinho                               | 043              | 012.500           | Brasilien                     | Südamerika  | São Francisco                      |
| Kaniwer Stausee                          | 040              | 016.479           | Ukraine                       | Europa      | Dnepr                              |
| Sannar-Damm                              | 040              | 00.3025           | Sudan                         | Afrika      | Blauer Nil                         |
| Kachowkaer Stausee                       | 037              | 00.3629           | Ukraine                       | Europa      | Dnepr                              |
| Sam Rayburn                              | 036,5            | 00.5922           | Vereinigte Staaten            | Nordamerika | Angelina River                     |
| Churchill Falls                          | 036              | 064.000           | Kanada                        | Nordamerika | Churchill River                    |
| Pati                                     | 036              | 174.900           | Argentinien                   | Südamerika  | Paraná                             |
| Chapetón                                 | 035              | 224.000           | Argentinien                   | Südamerika  | Paraná                             |
| Cerros Colorados                         | 035              | 00.7136           | Argentinien                   | Südamerika  | Rio Neuquén                        |
| Talimardschan                            | 035              | 00.9745           | Usbekistan                    | Asien       | Amudarja                           |
| Kamjansk                                 | 034              | 035.642           | Ukraine                       | Europa      | Dnepr                              |
| Kráľová                                  | 034              | 023.554           | Slowakei                      | Europa      | Waag                               |
| Ludington                                | 034              | 00.9600           | Vereinigte Staaten            | Nordamerika | Lake Michigan                      |
| Toledo Bend                              | 034              | 00.3431           | Vereinigte Staaten            | Nordamerika | Sabine River                       |
| Chimkurganskoye                          | 033              | 00.7500           | Usbekistan                    | Asien       | Kashkadarya                        |
| Kajumazarskoje                           | 033              | 00.6000           | Usbekistan                    | Asien       | Serafschan                         |
| Krementschuk                             | 033              | 012.144           | Ukraine                       | Europa      | Dnepr                              |
| Paulo Afonso IV                          | 033              | 00.7350           | Brasilien                     | Südamerika  | São Francisco                      |
| Gabčíkovo                                | 029              | 031.500           | Slowakei Ungarn               | Europa      | Donau                              |
| Prek Thnot                               | 029              | 010.000           | Kambodscha                    | Asien       | ?                                  |
| Iwankowo                                 | 028              | 00.9920           | Russland                      | Europa      | Wolga                              |
| Machhu II                                | 026              | 00.3905           | Indien                        | Asien       | Machchhu                           |
| Zimljansk                                | 026              | 013.245           | Russland                      | Europa      | Don                                |
| Lechstaustufe 23 – Merching              | 024              | 00.4300           | Deutschland                   | Europa      | Lech                               |
| Spremberg                                | 020              | 00.3700           | Deutschland                   | Europa      | Spree                              |
| Paulo Afonso I-III                       | 019              | 00.4707           | Brasilien                     | Südamerika  | Rio São Francisco                  |
| Jezioro Otmuchowskie (Ottmachau)         | 018              | 00.6500           | Polen                         | Europa      | Glatzer Neiße                      |
| Speicherbecken Borna                     | 017,9            | 00.6500           | Deutschland                   | Europa      | Pleiße                             |
| Speicherbecken Geeste                    | 017              | 00.5818           | Deutschland                   | Europa      | Ems, Dortmund-Ems-Kanal            |
| Dubrava                                  | 016              | 022.800           | Kroatien                      | Europa      | Drava                              |
| Dettingen                                | 016              | 00.3600           | Deutschland                   | Europa      | Illerkanal                         |
| Goldisthal-Oberbecken                    | 016              | 00.3600           | Deutschland                   | Europa      | Pumpspeicher                       |
| Tudakul                                  | 015              | 020.000           | Usbekistan                    | Asien       | Serafschan                         |
| Santo Antonio                            | 014              | 00.3100           | Brasilien                     | Südamerika  | Rio Madeira                        |
| Thülsfeld                                | 011,18           | 00.3100           | Deutschland                   | Europa      | Soeste                             |
| Kokaral-Damm                             | 010              | 013.000           | Kasachstan                    | Asien       | Syrdarja                           |
| Regis-Serbitz                            | 00.8,8           | 00.6970           | Deutschland                   | Europa      | Pleiße                             |
| Kelbra                                   | 00.8             | 00.4066           | Deutschland                   | Europa      | Helme                              |
| Altmühlsee                               | 00.5,5           | 012.500           | Deutschland                   | Europa      | Altmühl                            |
| Hongze-See                               | 00.5,1           | 067.000           | Volksrepublik China           | Asien       | Huai He                            |
| Zilina                                   | 00.?             | 00.9000           | Slowakei                      | Europa      | Waag                               |

- Für weitere Talsperren siehe: Liste von Talsperren der Welt

## Höchste (natürliche) Talsperre der Erde
Neben von Menschen errichteten Talsperren (siehe obige Tabelle) gibt es auch durch Bergrutschungen entstandene Talabsperrungen. Deren größte ist der in Tadschikistan (Asien) befindliche Usoi-Damm, der 1911 bei einem Erdbeben entstand und seitdem den Saressee aufstaut. Er ist mit etwa 567 m Höhe deutlich höher als jede künstliche Talsperre der Erde:
| Talsperre             | Höhe (max.) in m | Länge (max.) in m | Staat         | Erdteil | Zufluss |
| --------------------- | ---------------- | ----------------- | ------------- | ------- | ------- |
| Usoi-Damm (natürlich) | 550              | 04.500            | Tadschikistan | Asien   | Murgab  |

## Höchste und längste (künstliche) Talsperren in Deutschland
In dieser Liste befinden sich die jeweils 3 höchsten und längsten Talsperren in  Deutschland:
| Talsperre                     | Höhe (max.) in m | Länge (max.) in m | Bundesland     | Zufluss                      |
| ----------------------------- | ---------------- | ----------------- | -------------- | ---------------------------- |
| Rappbode-Talsperre            | 106              | 0415              | Sachsen-Anhalt | Rappbode                     |
| Talsperre Leibis-Lichte       | 102,5            | 0369              | Thüringen      | Lichte                       |
| Trinkwassertalsperre Frauenau | 084,7            | 0640              | Bayern         | Kleiner Regen und Hirschbach |
| Treysa-Ziegenhain             | 08               | 010.000           | Hessen         | Schwalm                      |
| Kirchhain/Ohm                 | 06               | 09.000            | Hessen         | Ohm                          |
| Altmühlsee                    | 05,5             | 012.500           | Bayern         | Altmühl                      |

- Für weitere Talsperren siehe: Liste von Talsperren in Deutschland

## Höchste und längste (künstliche) Talsperren in Österreich
In dieser Liste befinden sich die jeweils 3 höchsten und längsten Talsperren in  Österreich:
| Talsperre                     | Höhe (max.) in m | Länge (max.) in m | Bundesland | Zufluss        |
| ----------------------------- | ---------------- | ----------------- | ---------- | -------------- |
| Kölnbreintalsperre            | 200              | 0626              | Kärnten    | Malta          |
| Sperre Zillergründl           | 186              | 0506              | Tirol      | Ziller         |
| Gepatsch-Damm                 | 153              | 0600              | Tirol      | Faggenbach     |
| Staumauer Speicher Finstertal | 150              | 0656              | Tirol      | Finstertalbach |
| Sperre Schlegeisspeicher      | 110              | 0725              | Tirol      | Zemmbach       |
| Tauernmoossee-Staumauer       | 053              | 01.100            | Salzburg   | Stubache       |

- Für weitere Talsperren siehe: Liste von Talsperren der Welt

## Höchste und längste (künstliche) Talsperren in der Schweiz
In dieser Liste befinden sich die jeweils 3 höchsten und längsten Talsperren in der  Schweiz:
| Talsperre      | Höhe (max.) in m | Länge (max.) in m | Kanton     | Zufluss                       |
| -------------- | ---------------- | ----------------- | ---------- | ----------------------------- |
| Grande Dixence | 0285             | 0695              | Wallis     | La Dixence, diverse Bergbäche |
| Mauvoisin      | 0250             | 0520              | Wallis     | Drance de Bagnes              |
| Luzzone        | 0225             | 0600              | Tessin     | Brenno di Luzzone             |
| Mattmarksee    | 0120             | 0780              | Wallis     | Saaser Vispa                  |
| Muttsee        | 035              | 01000             | Glarus     | Muttseebach                   |
| Safien-Platz   | 015              | 0840              | Graubünden | Rabiusa                       |

- Für weitere Talsperren siehe: Liste der Speicherseen in der Schweiz